# No-kill

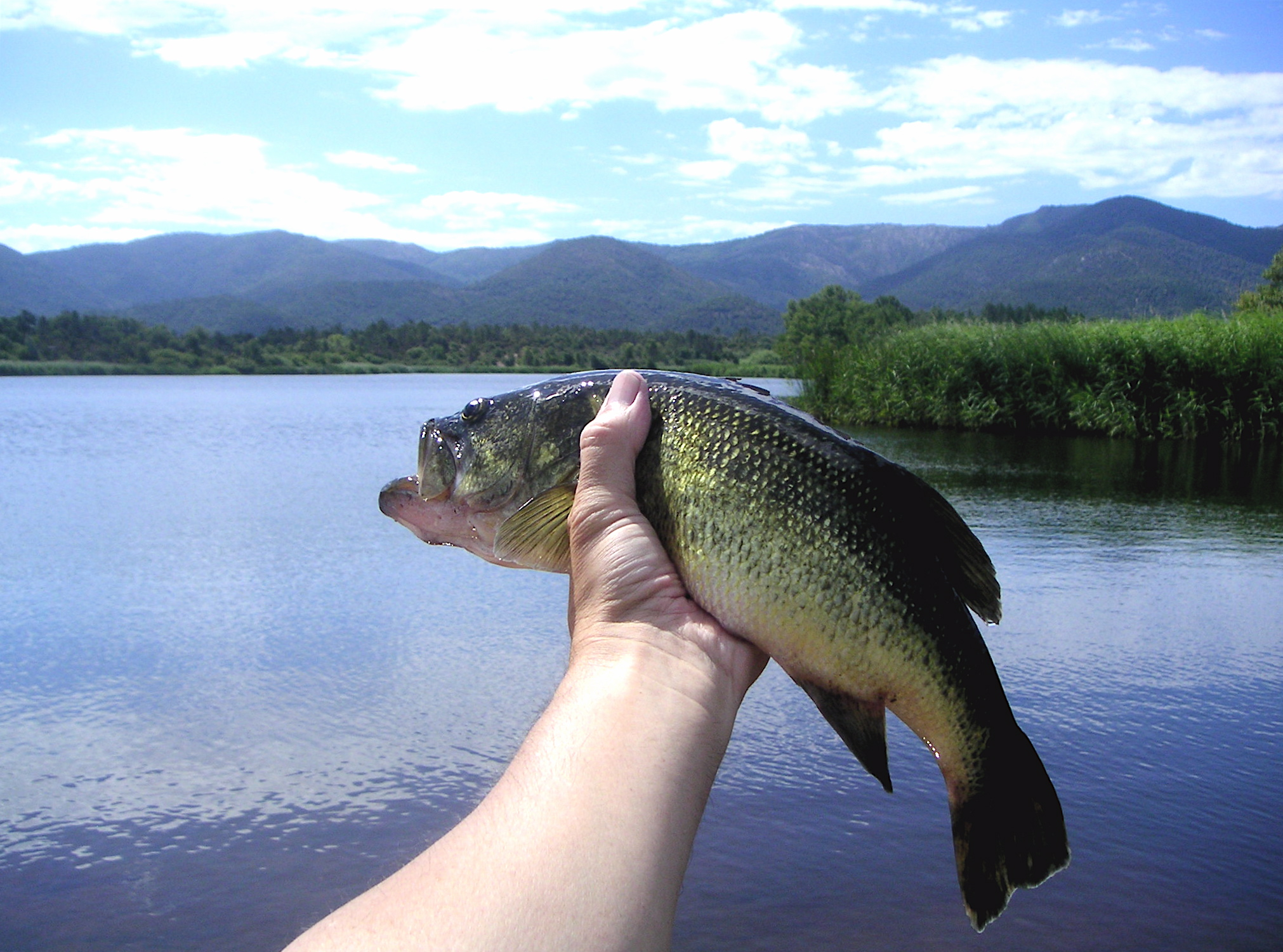
Photo-souvenir d'une pêche no-kill, avant de remettre le poisson à l'eau.
Certains pêcheurs préfèrent manipuler le poisson sous l'eau dans une épuisette, afin de ne pas abîmer la couche de mucus protecteur qui le protège notamment des attaques de champignons (mycoses) et bactéries pathogènes

Le no-kill (« pas de mise à mort ») est une pratique développée par les pêcheurs sportifs américains au cours du XXe siècle d'abord avec les salmonidés, puis avec d'autres espèces. Consistant à remettre le poisson dans l'eau après l'en avoir extrait, elle est de plus en plus utilisée en Europe, notamment dans les zones polluées où la consommation des poissons est interdite ou déconseillée.
Mais cette pratique tue néanmoins beaucoup de poissons. Selon les estimations en provenance du Québec, la pratique consistant à attraper et relâcher les poissons tue jusqu’à 50% des poissons relâchés qui meurent en raison de leurs blessures et de la manipulation. Dans le cas des truites mouchetées, 1,6 million d’individus meurent après être relâchés dans un lac chaque année au Québec.

## Terminologie
Le terme « no-kill » est la transposition imagée et plus explicite de l'expression anglaise « catch and release » (« attraper et relâcher »). On parle également de « graciation » ou de « prendre et relâcher ». 
Le Grand dictionnaire terminologique préconise « lieu de pêche avec remise à l'eau des prises obligatoire » pour « no kill fishing area ».

## Histoire
Il s'agissait au départ de remettre à l'eau les poissons jugés trop petits, ou légalement trop petits (quand des réglementations ont commencé à être instituées pour éviter de surexploiter la ressource halieutique en tuant les poissons juvéniles avant même qu'ils n'aient pu se reproduire). La méthode de capture et relâcher a donc d'abord été une méthode de gestion des ressources halieutiques et de la pêche sportive.
Elle semble avoir été utilisée pour la première fois en 1954 aux États-Unis sous forme de « pêche avec remise à l'eau » obligatoire dans le Parc national des Great Smoky Mountains. Trente ans plus tard, la plupart des États et provinces d'Amérique du Nord avaient développé de tels programmes (généralement pour la truite et le blackbass dans un premier temps), et qui parfois s'appliquaient sélectivement en fonction du contexte (productivité de l'environnement, de la longévité des poissons en question). Les autorités concernées avaient une exigence de strict respect de ces règlements spéciaux par les pêcheurs là où cette méthode nouvelle était mise en œuvre.  Ces autorités ont naturellement pensé que les pêcheurs accepteraient mieux ces nouvelles réglementations là où elles étaient imposées si des experts apportaient des preuves biologiques manifestes de l’efficacité du no-kill en termes de préservation ou restauration des ressources halieutiques. Elles ont donc financé un certain nombre d'études pour évaluer les effets du no-kill. Peu à peu, en raison du recul de nombreuses espèces marines, le no-kill s'est aussi développé chez certains pêcheurs sportifs en mer.
À la fin du XXe siècle, le no-kill est devenu (dont en Europe) chez un nombre croissant de pêcheurs une pratique et une éthique de pêche consistant à relâcher volontairement et systématiquement les poissons pêchés, qu'ils atteignent ou non la taille légale de capture fixée par la réglementation.

## Adeptes
En mer, les pêcheurs de poissons à rostre (espadons et marlins) pratiquent de plus en plus souvent le tag and release, qui consiste à marquer le poisson avant de le relâcher.
En France, les principaux adeptes du no-kill se rencontrent chez les pêcheurs de carpe et les pêcheurs à la mouche. 

### En eau douce

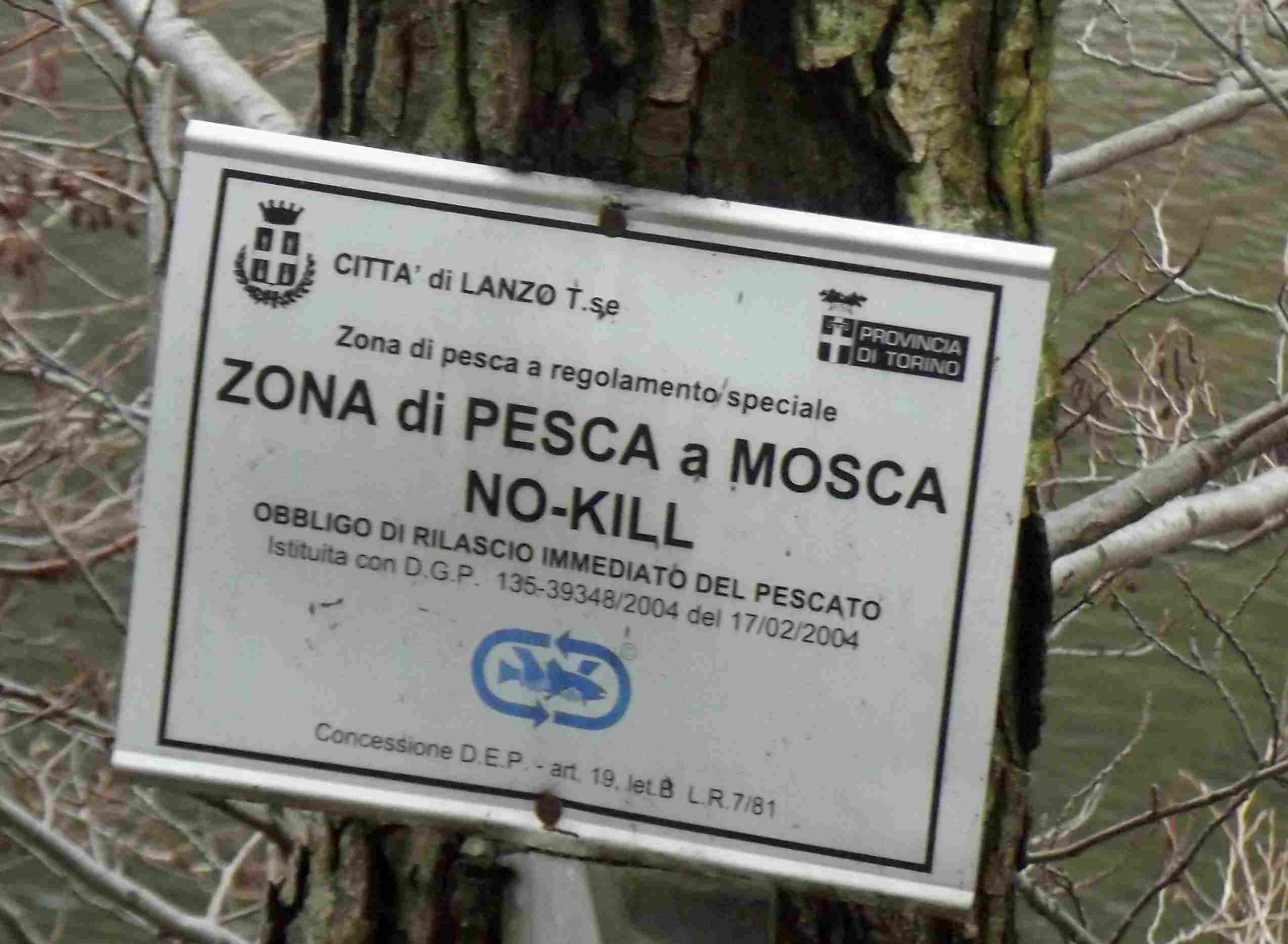
Panneau signalant un lieu de pêche où la remise à l'eau des prises est obligatoire (sur la Stura di Lanzo, en Italie).

En France le nombre de « parcours no-kill » (parcours où la pratique du no-kill est obligatoire) est en hausse, sans pour autant atteindre le nombre ou le linéaire (moyen ou cumulé) des grands pays de pêche sportive.

### En mer
Cette pratique reste très marginale en France en eau salée. Aux États-Unis, la pratique du tag and release en mer a déjà été rendue obligatoire par les autorités pour gérer les stocks de poissons à rostre, sans interdire la pêche de loisir. De puissantes associations (The Billfish Foundation par exemple) mettent en avant cette pratique des pêcheurs de loisir pour obtenir des réductions des prélèvements de la part des professionnels, afin de partager équitablement la ressource. Le no-kill devient alors également un acte politique.

## Efficacité et limites
Dès les années 1950, dans le Michigan, des scientifiques confirment des observations faites par les pêcheurs : une truite risque bien plus de mourir une fois mise en bassin après avoir été pêchée si elle a été pêchée avec un ver monté sur un hameçon « normal » que si elle a été pêchée à la mouche au moyen d'un leurre monté sur un hameçon propre.  
Dans les années 1970, quelques études nord américaines ont d'abord porté sur l'effet des blessures par hameçons chez les saumons remis à l'eau, puis chez l'achigan à grande bouche, (Micropterus salmoides, qu'on appelle aussi black-bass, ou encore perche truitée et perche noire en Europe francophone, où il a été introduit par des pêcheurs) puis sur l'achigan à petite bouche (Micropterus dolomieu) qui n'atteint pas sa maturité sexuelle avant l'âge de 4 ans. 
Des études tentent aussi d'évaluer les impacts subléthaux du stress induits par la capture par hameçon.
Dans les années 1980, de premières études ont alerté sur le fait que le no-kill pratiqué avec un appât vivant était responsable d'une surmortalité qui pouvait en bassin expérimental être multipliée par 10 environ. Par exemple, des chercheurs voulaient voir si le no-kill pouvait être appliqué à d'autres espèces que les salmonidés, et en particulier à des poissons vivant dans des eaux plus chaudes. Ils ont capturé par pêche électrique cinquante-quatre achigans à petite bouche de taille et d'âge différents maintenus en captivité durant 15 jours dans deux torrents artificiels. Durant ces deux semaines, tous ceux qui ont mordu à l’hameçon ont été immédiatement remis à l'eau (suivant la méthode du no-kill). Dans un des réservoirs, ils étaient pêchés avec un leurre artificiel et dans l'autre avec un petit poisson utilisé comme appât vivant (l'appât était un Mené, petit Cyprinidé). Durant l'expérience ou peu après 11 % des poissons pêchés avec un appât vivant sur hameçon simple sont morts, contre aucun au sein du lot pêché avec un appât artificiel à hameçon triple. Et 4 % de ceux qui n'ont pas mordu à l’hameçon sont également morts. Le protocole scientifique de cette étude étant léger, les auteurs ont encouragé à refaire ce genre d'étude et à envisager d'interdire la pêche no-kill avec appâts vivants si ces résultats étaient confirmés.
De nombreuses études scientifiques menées en Amérique du Nord[Lequel ?] tendent à montrer que le taux de survie des poissons relâchés en pêchant aux leurres artificiels avec des hameçons simples est très satisfaisant (atteignant 97 %).
Ce taux de survie décroît quand l'utilisation d'appâts naturels est autorisée, sauf avec des hameçons circle, généralement utilisés pour les grands poissons marins. 
Afin d'éviter de blesser davantage les poissons, les pratiquants du no-kill écrasent les ardillons des hameçons et privilégient les hameçons simples par rapport aux hameçons doubles ou triples[réf. nécessaire]. De plus, afin d'accroitre leurs chances de survie, les poissons sont manipulés avec précautions et capturés le plus rapidement possible afin qu'ils ne soient pas trop épuisés lors de leur remise à l'eau[réf. nécessaire]. Il est ainsi courant de ne pas sortir les poissons de l'eau et d'utiliser une épuisette[réf. nécessaire].
En France un groupe national de onze experts (en hydrologie, hydrogéologie, biogéochimie de l’eau, écotoxicologie, pathologie des poissons, écologie aquatique, etc.) a été formé par l'ONEMA en février 2012, pour travailler durant un an à expliquer plusieurs cas encore inexpliqués de mortalité massive de poissons dans certaines parties de cours d'eau de première catégorie (Doubs et Loue dans le Jura en 2010 et 201). Ce groupe considère que :
« l’impact de certaines pratiques de pêche et de gestion piscicole sur l’état sanitaire des peuplements de poissons est encore méconnu. Cela concerne par exemple la pratique du no kill qui est probablement stressante pour les poissons ou le repeuplement de la rivière avec des poissons n’ayant fait l’objet d’aucun contrôle sanitaire et/ou génétique. Ces pratiques peuvent dans certaines conditions, fragiliser les populations piscicoles et favoriser le développement et la dispersion de pathogènes ».